# Лібертітаун (Меріленд)
Лібертітаун (англ. Libertytown) — переписна місцевість (CDP) в США, в окрузі Фредерік штату Меріленд. Населення — 984 особи (2020).

## Географія
Лібертітаун розташований за координатами 39°29′21″ пн. ш. 77°15′26″ зх. д. / 39.48917° пн. ш. 77.25722° зх. д. (39.489283, -77.257264).  За даними Бюро перепису населення США в 2010 році переписна місцевість мала площу 6,26 км², з яких 6,24 км² — суходіл та 0,01 км² — водойми.

## Демографія
Згідно з переписом 2010 року, у переписній місцевості мешкало 950 осіб у 370 домогосподарствах у складі 267 родин. Густота населення становила 152 особи/км².  Було 397 помешкань (63/км²).
Расовий склад населення:
| - 93,1 % — білих - 2,4 % — чорних або афроамериканців - 1,6 % — азіатів - 0,1 % — корінних американців - 1,1 % — осіб інших рас |

До двох чи більше рас належало 1,8 %. Частка іспаномовних становила 1,9 % від усіх жителів.
За віковим діапазоном населення розподілялося таким чином: 24,5 % — особи молодші 18 років, 65,9 % — особи у віці 18—64 років, 9,6 % — особи у віці 65 років та старші. Медіана віку мешканця становила 39,9 року. На 100 осіб жіночої статі у переписній місцевості припадало 101,3 чоловіків;  на 100 жінок у віці від 18 років та старших — 97,5 чоловіків також старших 18 років.
Середній дохід на одне домашнє господарство  становив 82 822 долари США (медіана — 77 778), а середній дохід на одну сім'ю — 93 991 долар (медіана — 102 891). Медіана доходів становила 100 536 доларів для чоловіків та 37 039 доларів для жінок. За межею бідності перебувало 16,4 % осіб, у тому числі 33,5 % дітей у віці до 18 років та 0,0 % осіб у віці 65 років та старших.
Цивільне працевлаштоване населення становило 679 осіб. Основні галузі зайнятості: будівництво — 26,4 %, освіта, охорона здоров'я та соціальна допомога — 21,4 %, науковці, спеціалісти, менеджери — 16,2 %.